# Cor Coster

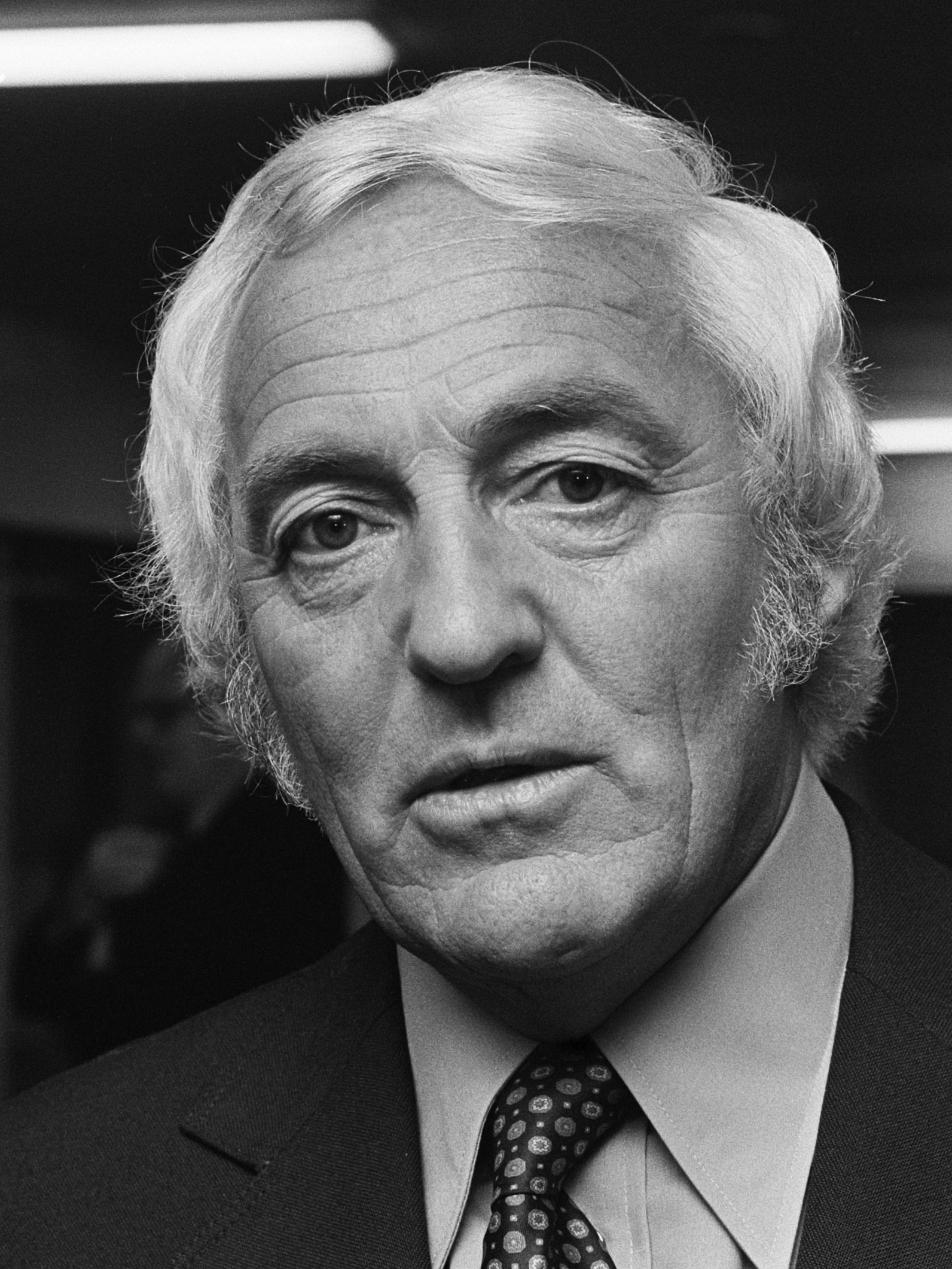
Cor Coster (1973)

Cornelis Johannes (Cor) Coster (Amsterdam, 11 oktober 1920 – Amsterdam, 13 november 2008) was een Nederlandse zakenman en voetbalmakelaar.

## Biografie
Coster was een Amsterdamse zakenman. Toen hij twaalf was, wilde zijn moeder, die in 1923 van zijn vader scheidde, dat hij ging werken. Hij had baantjes als nageljongen in de haven en ijzerwerker op een scheepswerf. Later maakte hij fortuin met de handel in goud en zilver, horloges en sieraden.
Coster was de schoonvader en zaakwaarnemer van voetballer en trainer Johan Cruijff. Cruijff trouwde op 2 december 1968 met Costers dochter Danny, die hij had leren kennen tijdens de bruiloft van teamgenoot Piet Keizer op 13 juni 1967. Cruijff stapte door bemiddeling van zijn schoonvader eind augustus 1973 over van Ajax naar FC Barcelona. Coster zag commerciële mogelijkheden van het profvoetbal en leverde daarmee zijn bijdrage aan de professionalisering van de sporttak in Nederland. Hij maakte spelers en trainers destijds bewust van hun eigen commerciële waarde. Mede dankzij 'Ome Cor' gingen internationals aanzienlijk meer verdienen bij het Nederlands Elftal. Bij de overgang van Ajax naar FC Barcelona van Rinus Michels (in 1971) en Johan Neeskens (in 1974) speelde Coster eveneens een rol.
Er werd soms beweerd dat Coster tijdens de Tweede Wereldoorlog lid was van de SS. Voor deze stelling werd geen bewijs gevonden en Coster werd hiervoor nooit vervolgd. Op 28 november 2011 verklaarde het NIOD na nader onderzoek dat Coster geen lid is geweest van de Waffen-SS, maar wel gedwongen Arbeitseinsatz heeft verricht in Letland.
Coster overleed na een ziekbed op 88-jarige leeftijd in 2008 in Amsterdam.